# Fujiwara no Toshiyuki
Fujiwara no Toshiyuki (藤原敏行 también Fujiwara Toshiyuki no Ason 藤原敏行朝亜?   ? - 901 o 907) fue un poeta waka japonés de mediados del período Heian. Fue designado miembro de los treinta y seis poetas inmortales y uno de sus poemas fue incluido en la famosa antología Hyakunin Isshu.

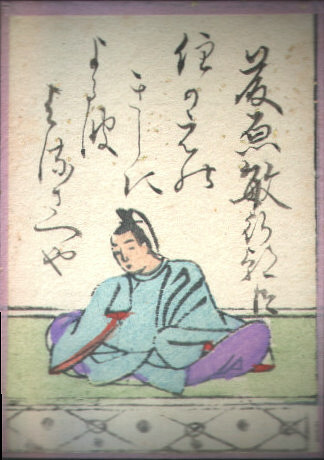
Fujiwara no Toshiyuki, del Ogura Hyakunin Isshu.

Los poemas de Toshiyuki están incluidos en varias antologías de poesía imperiales, incluyendo el Kokin Wakashū y el Gosen Wakashū. Se preserva una colección personal de poesía conocida como el Toshiyukishū. 